# Línea Ferroviaria BNSF
La Línea Ferroviaria BNSF (en inglés:  BNSF Railway Line) es una línea del Tren de Cercanías Metra. La línea opera entre las estaciones Union Station y en Aurora.